# سباق فرسان للقدرة على التحمل

سباق فرسان للقدرة على التحمل

سباق فرسان للقدرة على التحمل، أحد أبرز سباقات القدرة والتحمل على مستوى العالم، والذي تنظمه الهيئة الملكية لمحافظة العلا، ضمن فعاليات موسم شتاء طنطورة، بالتعاون مع الإتحاد السعودي للفروسية.
ويُغطي السباق من فئة النجمتين والمعترف به من قبل الإتحاد الدولي للفروسية مسافة 120 كلم على مدى أربع حلقات، تمتد عبر صحراء وجبال العلا حرة، لتلتقي هيبة هذا السباق مع البيئة المذهلة لوادي العُلا، ويسلط السباق الضوء على جهود الهيئة الملكية لمحافظة العلا في الحفاظ على الإرث الثقافي والتاريخي العريق للمملكة العربية السعودية.

## المشاركين
يشهد كأس خادم الحرمين الشريفين للقدرة والتحمل مشاركة مجموعة من أفضل الفرسان من حول العالم يصل عددهم إلى 200 فارس وفارسة، بحسب قواعد الاتحاد الدولي لرياضات الفروسية، كما يصل عدد الخيول المشاركة إلى 204 من 17 دولة من حول العالم وهي: السعودية والإمارات والبحرين والكويت والأردن ومصر وألمانيا وفرنسا وبلجيكا وإيطاليا والصين وباكستان والبرتغال وسلوفاكيا والسودان وتونس والأوروغواي.

## تاريخ
تمتد علاقة العلا بالخيول لآلاف السنين، ونجد آثار تلك العلاقة في النقوش الأثرية على صخور جبل عكمة والأقرع. فقد ظهرت الخيول في الفنون الصخرية التي تنتشر في أنحاء الجزيرة العربية بأشكال وأساليب فنية متعددة، ودل ظهورها المبكر على الواجهات الصخرية وبأحجام كبيرة تعود لأكثر من 8000 عام، على تطور علاقة الإنسان بالخيل في الجزيرة العربية واستئناسه لها منذ وقت طويل ودوره في التطور الحضاري للبشر. كما وُجدت دمى على شكل خيول في آثار الحضارات القديمة، وظهر على واجهات جبال العلا في مشاهد تدل على ممارسة الصيد ومطاردة الفرائس وكذلك في المعارك.

## روابط خارجية
- موقع محافظة العلا الرسمي